# Simplified
Simplified è il nono album in studio del gruppo musicale britannico Simply Red, pubblicato il 17 ottobre 2005.

## Descrizione
Il disco include nuove registrazioni acustiche di vecchi classici del gruppo e quattro brani inediti: Perfect Love, e la versione alternativa My Perfect Love, la cover di Leon Russell A Song for You, e Smile.

## Tracce
Testi e musiche di Mick Hucknall, eccetto dove indicato.
1. Perfect Love – 3:12
2. Something Got Me Started – 3:45 (Mick Hucknall, Fritz McIntyre)
3. Holding Back the Years – 4:19 (Mick Hucknall, Neil Moss)
4. More – 4:19
5. A Song for You – 4:08 (Leon Russell)
6. Your Mirror – 4:14
7. Fairground – 5:14
8. My Perfect Love – 3:38
9. Smile – 3:10 (Mick Hucknall, Ian Kirkham)
10. Sad Old Red – 5:45
11. For Your Babies – 4:24
12. Ev'ry Time We Say Goodbye – 3:06 (Cole Porter)

## Classifiche
| Classifica (2005) | Posizione massima |
| ----------------- | ----------------- |
| Austria           | 2                 |
| Belgio (Fiandre)  | 14                |
| Belgio (Vallonia) | 37                |
| Danimarca         | 40                |
| Francia           | 64                |
| Germania          | 4                 |
| Italia            | 4                 |
| Paesi Bassi       | 10                |
| Regno Unito       | 3                 |
| Svezia            | 47                |
| Svizzera          | 3                 |